# Palpigradi
Ordre
Les Palpigradi, palpigrades en français, sont un ordre d'arthropodes de la classe des arachnides. 
On connaissait, en 2018, 104 espèces actuelles et 2 espèces fossiles connues depuis le Crétacé.

## Description
Ce sont des arachnides de petite taille, la longueur du corps est inférieure à 3 mm. 
Le prosoma est divisé en deux parties : la première est la plus large, couvre quatre segments et va des chélicères à la deuxième  paire de pattes, la seconde porte les troisième et quatrième paires de pattes. 
L'opisthosoma (ou abdomen) se termine par le flagellum (qui ressemble à un fouet), composé de 15 segments.
Les palpigrades ne possèdent pas d'yeux. Quelques espèces ont trois paires de poumons constitués de lamelles empilées (en anglais, ils portent le nom explicite de book lung). D'autres n'ont aucun poumon du tout.

## Écologie
Les palpigrades vivent dans les sols humides, sous les pierres, profitant du moindre interstice, généralement dans les régions tropicales ou subtropicales bien qu'on en trouve sur tous les continents (à l'exception de l'Arctique et de l'Antarctique ). Les populations de palpigrades sont dans la nature contrôlée par divers prédateurs, en majorité par les araignées et autres invertébrés carnivores.

## Alimentation
Toutes les espèces connues de palpigrades sont prédateurs, se nourrissant de minuscules invertébrés qui vivent dans le sol.

## Classification
Selon The World Spider Catalog (version 18.5, 2018) :
- Eukoeneniidae Petrunkevitch, 1955
- Prokoeneniidae Condé, 1996
- famille indéterminée
  - † Paleokoenenia Rowland & Sissom, 1980 du Pliocène

## Publication originale
- Thorell, 1888 : Pedipalpi e scorpioni dell'Archipelago malesi conservati nel Museo Civico di Storia Naturale di Genova. Annali del Museo civico di storia naturale di Genova, sér. 2, vol. 6, no 26, p. 327-428 (texte intégral).